# Fabrica de bere Timișoreana
Fabrica de bere Timișoreana este prima fabrică de bere înființată pe teritoriul actual al României, în cartierul Fabric din Timișoara, în 1718. Marca principală de bere fabricată este Timișoreana.

## Istorie

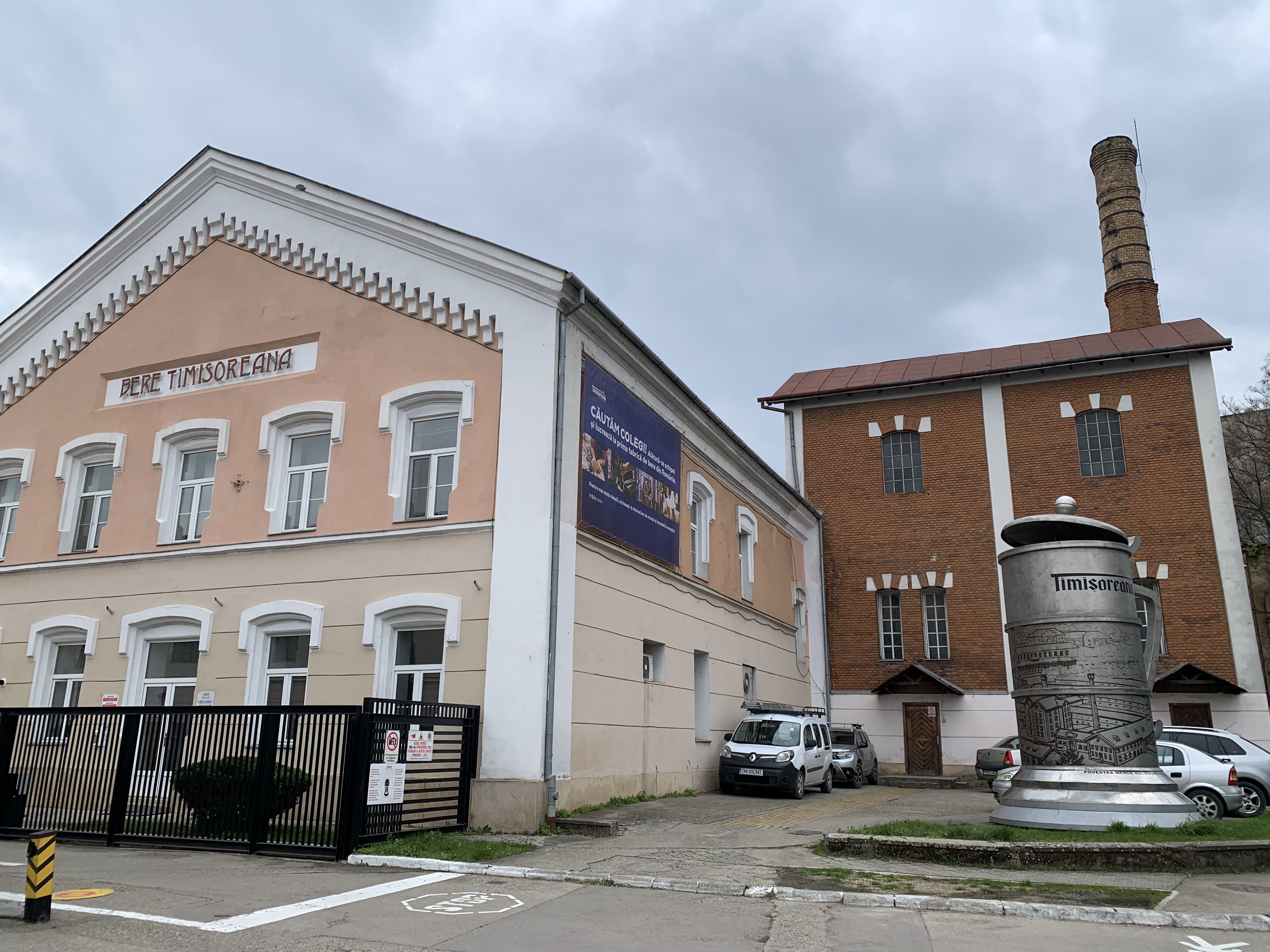
Fabrica de bere în 2023

În 1718, după eliberarea Timișoarei de sub stăpânirea otomană de către Eugeniu de Savoia, acesta a decis să înființeze aici o fabrică de bere. Berea produsă aici era destinată aprovizionării armatei austriece și suplinirii carenței de apă potabilă.
În 1872 crahul bursei de la Viena produce o recesiune economică în întreg Imperiul Austriac, efectele fiind simțite și la Timișoara. Fabrica de bere a fost scoasă la licitație și achiziționată de timișoreni în încercarea de a o salva de la faliment. 
La începutul anului 1890 clădirile principale și instalațiile fabricii au fost distruse aproape în întregime de un incendiu.

### Cronologie
- 1718 – Fabrica de bere Timișoreana se înființează sub comanda Prințului Eugen de Savoia
- 1718 – 1872 – Fabrica trece de la un proprietar la altul; de la administrația publică la privat și înapoi.
- 1890– Fabrica este distrusă aproape în întregime de un incendiu devastator. Zidurile sunt reclădite și echipamentele sunt înlocuite cu cele mai noi modele ale vremii.
- 1900 – Fabrica de bere Timișoreana achiziționează moderna mașină de frig Linde.
- 1920 – Se instalează în fabrică un filtru, berea devenind limpede și aurie.
- Anii 20’ – Berea Timișoreana devine berea oficială a Casei Regale din România.
- 1940 – Secția de îmbuteliere a fost dotată cu o nouă linie modernă, dublând capacitatea de îmbuteliere la sticlă.
- 1960 - 1962 – Cel mai vast program de investiții din istoria fabricii de până atunci (o nouă secție de fierbere, o nouă secție de fermentație primară, o nouă hală de îmbuteliere, extinderea centralei frig și multe alte lucrări)
- 1968 – Se introduce în premieră butoiul din aluminiu, care treptat a înlocuit butoaiele din lemn.
- 1983 - 1988 – Se înlocuiesc liniile vechi de îmbuteliere a berii la sticlă și se amplasează prima linie românească de mare capacitate de producție, produse de întreprinderea clujeană Tehnofrig.
- 1999 – A fost montată și dată în funcțiune una dintre cele mai performante linii de îmbuteliere din țară;
- 2001 – Fabrica de bere de la Timișoara este achiziționată de Ursus Breweries, parte a grupului SAB Miller.
- 2007 - Ursus Breweries a demarat un proiect de investiții de mare amploare, dublând capacitatea săptămânală de funcționare a acestei fabrici.
- 2009 - Ursus Breweries a anunțat finalizarea  unei tranșe importante de investiții în modernizarea și extinderea capacităților de producție a fabricii de bere din Timișoara.

## Premii
- 2006: Medalia de Argint - Australian International Beer Awards (Australia)
- 2006: Medalia de Bronz - World Beer Championship (USA)
- 2007: Medalia de Aur - Australian International Beer Awards (Australia)
- 2007: Trofeul Champion Lager - Australian International Beer Awards (Australia)
- 2007: Premiul pentru Gust Superior (2 stele) - International Taste & Quality Institute (Belgia)
- 2007: Medalia de Argint - World Beer Championship (USA)
- 2008: Medalia de Aur - Monde Selection-International Institute for Quality Selections (Belgia)
- 2008: Medalia de Argint - Australian International Beer Awards (Australia)
- 2008: Premiul pentru Gust Superior (2 stele) - International Taste & Quality Institute (Belgia)
- 2008: Medalia de Argint - World Beer Championship (USA)
- 2009: Medalia de Aur - Monde Selection-International Institute for Quality Selections (Belgia)
- 2009: Premiul pentru Gust Superior (3 stele) - International Taste & Quality Institute (Belgia)